# Lawrence J. Smith

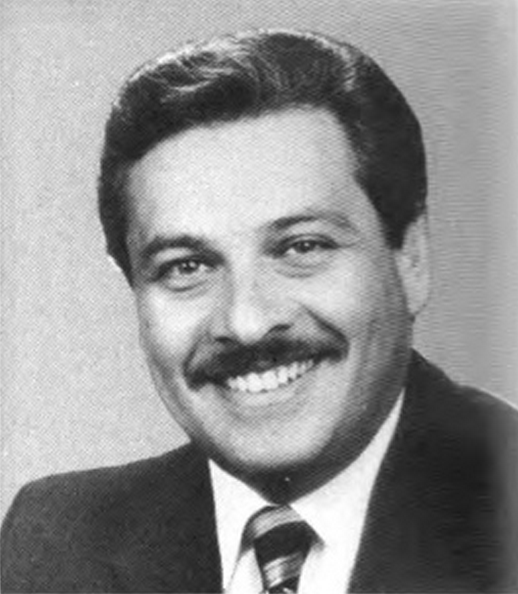
Lawrence J. Smith

Lawrence Jack Smith (* 25. April 1941 in New York City) ist ein US-amerikanischer Politiker. Zwischen 1983 und 1993 vertrat er den Bundesstaat Florida im US-Repräsentantenhaus.

## Werdegang
Lawrence Smith besuchte die öffentlichen Schulen in East Meadow im Staat New York. Zwischen 1958 und 1961 studierte er an der New York University. Nach einem anschließenden Jurastudium an der Brooklyn Law School und seiner im Jahr 1964 erfolgten Zulassung als Rechtsanwalt begann er in New York City in seinem neuen Beruf zu arbeiten. Seit 1972 war er in Florida als Anwalt tätig.
Smith schloss sich der Demokratischen Partei an. Von 1974 bis 1978 war er Vorsitzender des Planungsausschusses der Stadt Hollywood. Zwischen 1978 und 1982 saß er als Abgeordneter im Repräsentantenhaus von Florida. Smith war in den Jahren 1980 bis 2004 Delegierter zu sieben Democratic National Conventions. Bei den Kongresswahlen des Jahres 1982 wurde er im damals neugeschaffenen 16. Wahlbezirk von Florida in das US-Repräsentantenhaus in Washington, D.C. gewählt, wo er am 3. Januar 1983 sein neues Mandat antrat. Nach vier Wiederwahlen konnte er bis zum 3. Januar 1993 fünf Legislaturperioden im Kongress absolvieren.
1992 verzichtete Smith auf eine weitere Kandidatur. In den folgenden Jahren trat er politisch nicht mehr in Erscheinung. Heute lebt er in Hollywood.